# Императорский Варшавский университет
Императорский Варшавский университет (1869—1915) — один из двенадцати Императорских университетов Российской империи, основанный в Варшаве 12 (24) октября 1869.

## История

### Королевский Варшавский университет
Первый Варшавский университет был основан при Александре I и был открыт 20 сентября 1817 г., назывался Королевским и состоял из 5 отделений: теологии, права и наук административных. Указом 30 марта 1830 г. университету, согласно ходатайству его совета, присвоено было наименование Александровского, но Польское восстание 1830 года привело к его закрытию. После чего в Варшаве в течение 39 лет отсутствовало учреждение высшей школы, несмотря на неоднократные попытки её создания.

### Варшавская главная школа
Со вступлением на престол императора Александра II правительство нашло возможным приступить к организации высшего образования в самом Царстве Польском, за что горячо ратовал маркиз Велепольский. По его мысли 28 октября 1861 года открыты были в Варшаве приготовительные курсы (Kursa przygotowawcze), которые должны были и подготовить почву для университета. На этих курсах преподавались: логика и психология, всеобщая история с географией, математика, древние языки, литературы польская и русская, новые языки. Через год маркизу Велепольскому удалось объединить это высшее учебное заведение с раньше открытой Медицинской академией. 25 ноября 1862 г. состоялось торжественное открытие Варшавской Главной школы, которая состояла из 4 отделений: историко-филологического, физико-математического, юридического и медицинского. Окончившим курс наук Главная школа давала степень магистра, которая соответствовала степени кандидата русских университетов.

### Императорский Варшавский университет

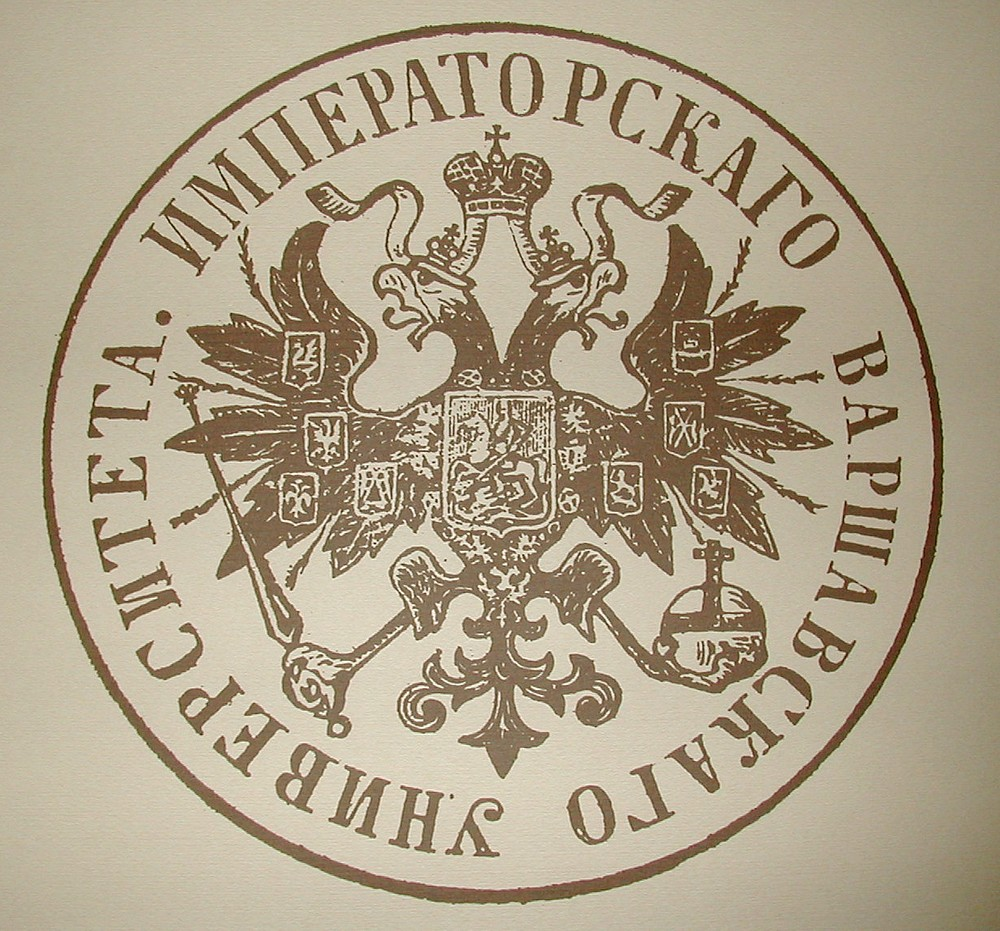
Печать Варшавского университета

Вскоре Главная школа, по мысли графа Д. А. Толстого, была преобразована в Императорский Варшавский университет, который был открыт 12 (24) октября 1869 года в составе четырёх факультетов:
- медицинский факультет;
- юридический факультет;
- историко-филологический факультет;
- физико-математический факультет.

Устав Варшавского университета, изданный 8 июня 1869 г., в основном соответствовал основным положениям Устава 1863 года, со значительными, однако, отличиями в смысле ограничения университетского самоуправления; и действовал до 1917 рода и немногим отличался от Устава 1884 года. Преподавание и делопроизводство в Варшавском университете велось в обязательном порядке на русском языке. Прежним преподавателям Главной школы был предоставлен трёхлетний срок для получения докторской степени, необходимой для утверждения в звании профессора университета, причём им дана была льгота представлять диссертации прямо на доктора соответствующих наук, минуя степень магистра. Для изучения русского языка им дан был двухлетний срок, после которого они должны были приступить к чтению лекций на государственном, русском языке. При открытии университета всех лиц, определенных в должности профессоров, доцентов, прозекторов и лекторов, было 56; из них 31 получили образование в русских университетах, а из остальных, трое были тогда же признаны способными продолжать преподавание на русском языке.
Русификация вызвала резкое понижение числа студентов университета:
| Учебный год     | 1870/1 | 1871/2 | 1872/3 | 1873/4 | 1874/5 | 1875/6 | 1876/7 |
| Число студентов | 1020   | 823    | 720    | 651    | 530    | 467    | 445    |
| --------------- | ------ | ------ | ------ | ------ | ------ | ------ | ------ |

В последующие годы число студентов постепенно возрастало благодаря привлечению в университет русской молодёжи из семинаристов и общему увеличению российского чиновничего аппарата в Царстве Польском.
Студентов состояло при открытии университета — 1036 человек. Ректором назначен был харьковский профессор П. А. Лавровский, которого в 1872 году сменил Η. Μ. Благовещенский. Им обоим удалось сосредоточить на историко-филологическом факультете большие научные силы из области славяноведения. Таковы, кроме самого П. А. Лавровского, М. А. Колосов, А. С. Будилович, О. О. Первольф, также Ф. Ф. Зигель, занимавший кафедру истории славянских законодательств на юридическом факультете.
В 1886 году было разрешено временно принимать в число студентов Императорского Варшавского университета, по факультетам физико-математическому и историко-филологическому, воспитанников православных духовных семинарий, окончивших полный курс семинарского образования по первому разряду. При приёме в студенты университета все воспитанники семинарий подвергались испытанию по русскому языку и по русской истории; кроме того, поступающие на историко-филологический факультет держали экзамен по древним языкам и всеобщей истории, а поступающие на физико-математический — по математике и физике.
Всех студентов к 1 января 1889 г. было 1151, в том числе 28 воспитанников духовных семинарий. Всех штатных преподавателей к 1 января 1889 года 79, из них ординарных профессоров 33, а экстраординарных 23; кроме того, сверх штата состояло 6 ординарных профессоров, 10 экстраординарных, 1 лаборант, 3 помощника прозектора и 1 приват-доцент. Таким образом, преподавателей всех категорий по всем факультетам было 94. На содержание университета в 1888 г. ассигновано было из государственного казначейства 270679 руб. 73 коп.; в эту сумму не входят проценты от пожертвованных капиталов на стипендии и пособия (9436 руб. 82 коп.), суммы, назначенные на вспомоществование недостаточным студентам (6592 руб. 37 коп.) и сбор за слушание лекций, в размере 100 руб. в год. В ведение университета передана бывшая Варшавская Главная библиотека; при университете работал университетский ботанический сад, астрономическая и метеорологическая обсерватория (3089 приборов и предметов), кабинеты: зоологический (98000 предметов), минералогический и палеонтологический (21000 предметов), ботанический (5875 предметов), археологический (1987 предметов), лаборатории и клиники. В ведении университета состояли ещё два учебных заведения: Институт для образования повивальных бабок (в 1888 г. 35 учениц) и Фельдшерская школа (64 ученика).
Кафедры Императорского Варшавского университета были практически недоступны для польских учёных. Кафедрами заведовали в большинстве случаев русские учёные, иногда известными специалистами в своей области (А. С. Будилович, О. О. Первольф, Н. Н. Любович, Е. Ф. Карский), — но мало считавшимися с культурными нуждами Царства Польского.
Студенчество Императорского Варшавского университета активно приняло участие в революционном движении. Выступления студентов, как отклики на события в России, отмечались в мае 1902 г., ноябре 1903 г., апреле 1904 г. Среди ученых университета, профессорско-преподавательского состава были и противники, и сторонники насильственной русификации поляков. Это пагубно влияло не только на установление правильных взаимоотношений с польским народом, но и на развитие науки и культуры.
В 1905 году в Царстве Польском развернулась борьба за национализацию школы. Учащаяся молодёжь начала добиваться преподавания польского языка в школах, польских учителей и руководителей. Студенты поляки, составляющие преобладающую часть обучающихся в университете, выдвигали при поддержке общества требование о полонизации обучения в Варшавском университете.
После январских событий 1906 года ряд университетов был закрыт. Собравшийся в 1906 году съезд ректоров и директоров университетов вынес решение об открытии для занятий с начала 1906/07 академического года всех высших учебных заведений кроме Императорского Варшавского университета. Положение Варшавского университета рассматривалось в начале 1907 года Советом Министров. В принятом решении говорилось, что «Варшавский университет, помимо своего ученого и просветительного значения для края, является прежде всего учреждением государственным, удовлетворяющим потребность просвещения всей империи. Поэтому упразднение его в том или ином виде недопустимо. В Варшаве русский университет был открыт, он и должен оставаться в Варшаве».
Борьба со студенческим движением приводит к закрытию Варшавского университета на три года. Только в 1908/09 учебном году университет возобновил учебные занятия на первых курсах всех факультетов. На открытие университетских курсов (1908/9) нахлынула почти исключительно русская молодёжь, искусственными мерами привлечённая в Варшаву.
К началу 1910 года в Варшавском университете обучалось 1269 студентов и 59 вольнослушателей, в том числе: православных —1028, католиков — 85, иудеев —121. Общее число преподавателей — 106 (в том числе ординарных профессоров — 34, экстраординарных — 8, доцентов — 8, приват-доцент — 1).
В составе Императорского Варшавского университета (1.1.1910) находились: библиотека, 21 кабинет (нумизматический, гипсовых фигур и статуй, физический, механический, геодезический, минералогический, геолого-палеонтологический, ботанический, зоологический, зоотомический, акушерства, женских и детских болезней, офтальмологический, хирургический, оперативной хирургии, фармакологический, судебно-медицинский, теоретической хирургии, патологической анатомии, описательной анатомии, общей патологии и медицинской химии), 7 лабораторий (химическая, органической химии, ботаническая, физиологическая, гистологическая, гигиеническая и фармацевтическая); астрономическая обсерватория и музей древностей. Использовались в научных целях университета, не находящиеся в его ведении, музей изящных искусств, ботанический сад и 10 клиник. При университете состояли два учебных заведения: повивальный институт и фельдшерская школа, а также три учёных общества: русское медицинское, естествоиспытателей и истории, филологии и права.
Начавшиеся занятия проходили нерегулярно, так как студенческие волнения продолжались. В 1911 году в связи с новыми гонениями, которым подвергалось студенчество и прогрессивная профессура со стороны Министерства просвещения, в Варшавском университете отмечаются новые волнения студентов. Бойкот Варшавского университета со стороны польского населения и молодежи из-за насильственной русификации поляков не прекращался вплоть до его эвакуации в 1915 году.

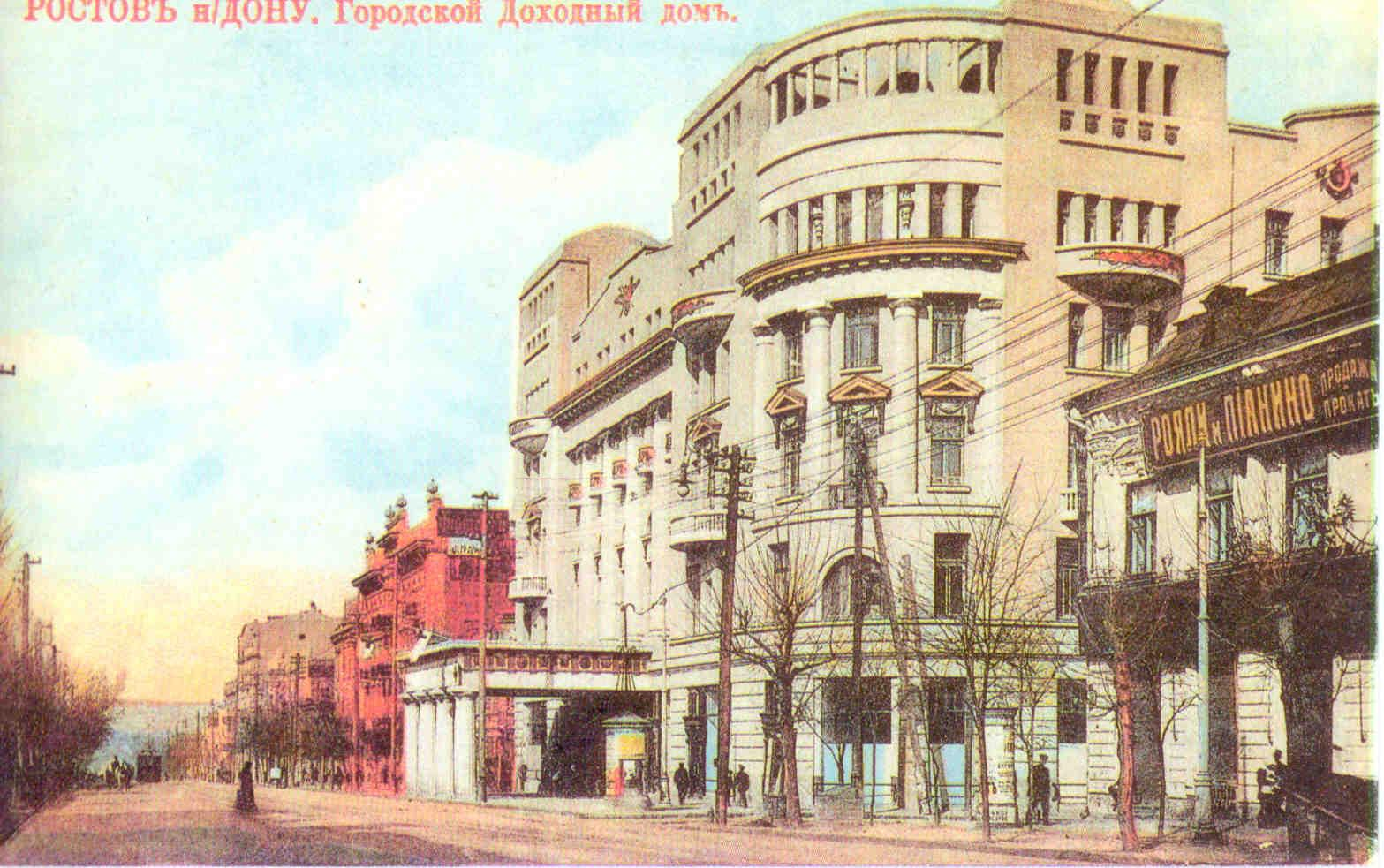
Главный корпус Варшавского университета в Ростове-на-Дону

После начала Первой мировой войны в июле 1915 года Императорский Варшавский университет был эвакуирован. Спешно были эвакуированы в Москву профессорско-преподавательский состав, студенты, канцелярия. В Варшаве осталась вся материальная часть университета, здания, оборудование, библиотека. Так закончилось 46-летнее пребывание русского университета в Варшаве. Варшавский университет расположил свою канцелярию в одном из корпусов Московского университета, но вопрос о размещении самого университета оставался открытым. Министерство народного просвещения полагало возможным организовать занятия на историко-филологическом, юридическом факультетах и математическом отделении физмата в Москве, а естественное отделение физмата и медицинский факультет перевести в другие города, предполагались Казань или Саратов. Такое решение не устраивало ни Москву, ни Саратов, ни Казань, ни Совет Варшавского университета, на рассмотрение которого Министерство передало вопрос о месте работы вуза. Руководители Варшавского университета вели переговоры с местной властью названных городов, не получая на то согласие. Казанский университет не мог разместить Варшавский университет из-за стесненности в помещениях, Саратов соглашался на перевод всех факультетов за исключением медицинского, в Москве тоже трудно было найти подходящее здание. Было очевидным, что Варшавский университет должен быть временно размещен в одном из периферийных городов. Выбор пал на Ростов-на-Дону, где было продолжено обучение студентов. Для размещения университету были переданы здания Николаевской больницы, большого доходного дома, коммерческого училища и торговой школы. Впоследствии на основе Варшавского университета был организован Ростовский медицинский институт. Занятия в Варшавском университете в Ростове-на-Дону начались 1 декабря 1915 года. Варшавский университет в Ростове-на-Дону просуществовал до мая 1917 года. После обретения Польшей независимости Варшавский университет в Ростове-на-Дону был закрыт и одновременно открыт он же, но уже как «Донской университет», в который переводом зачислили профессоров и студентов.
В ноябре 1915 года, в Варшаве в зданиях эвакуированного Императорского Варшавского университета открылся новый польско-язычный Варшавский университет, открывший доступ на студенческую скамью и для женщин. Первым ректором стал медик, педиатр Юзеф Брудзинский. Польский Варшавский университет оказал сильное влияние на возрождение науки и просвещения в Польше.
Летом 1915 в Россию была вывезена лишь небольшая часть имущества Императорского Варшавского университета. Университетская библиотека, насчитывающая около 608 тысяч томов сохранилась и пережила Вторую мировую войну. На момент эвакуации библиотека Императорского Варшавского университета, из всех университетских библиотек уступала по величине только библиотеке Санкт-Петербургского университета. В ней хранились уникальные издания, которых не было больше нигде. При эвакуации в Россию из библиотеки вывезли лишь 2816 томов (1332 рукописи и 1484 старопечатных книги).

## Ректоры Императорского Варшавского университета
- Лавровский, Петр Алексеевич (1869—1872)
- Благовещенский, Николай Михайлович (29.12.1872—20.8.1883)
- Лавровский, Николай Алексеевич (1883—1885)
- И. о. ректора Сонин, Николай Яковлевич (1885)
- Лавровский, Николай Алексеевич (1885—1890)
- И. о. ректора Сонин, Николай Яковлевич (1890)
- Будилович, Антон Семёнович (1890—1891)
- И. о. ректора Самоквасов, Дмитрий Яковлевич (ноябрь—декабрь 1891)
- Щелков, Иван Петрович (1892—1894)
- Шалфеев, Михаил Иванович (1894—1895)
- Ковалевский, Павел Иванович (1895—1897)
- Зенгер, Григорий Эдуардович (1897—1899)
- Шалфеев, Михаил Иванович (1898)
- Ульянов, Григорий Константинович (1899—1904)
- И. о. ректора Зилов, Пётр Алексеевич (1904)
- Карский, Евфимий Фёдорович (1905—1911)
- Кудревецкий, Василий Васильевич (1911—1912)
- Трепицын, Иван Николаевич (1913—1914)
- Вехов, Сергей Иванович (1914—1915)

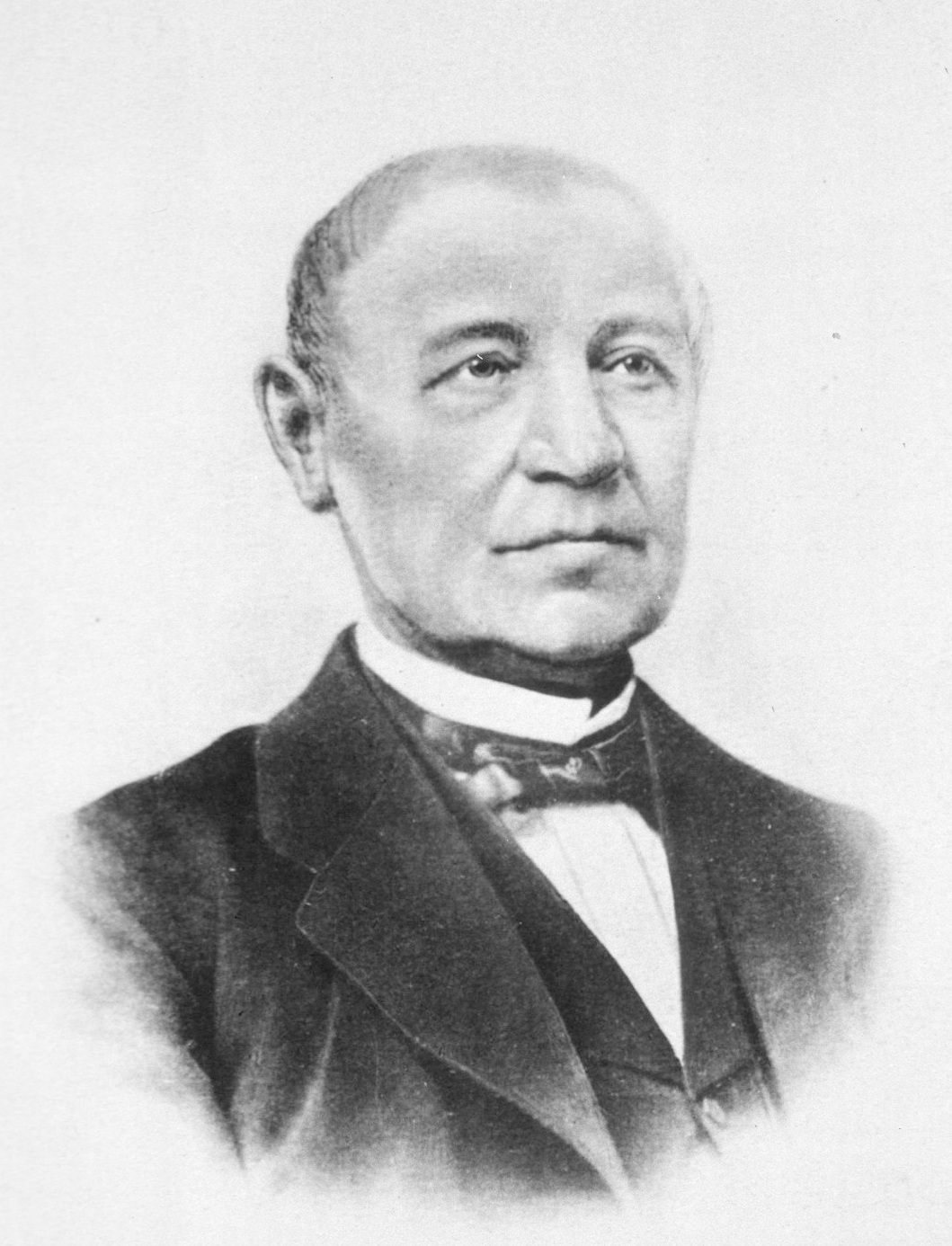
Иосиф Игнатьевич Мяновский
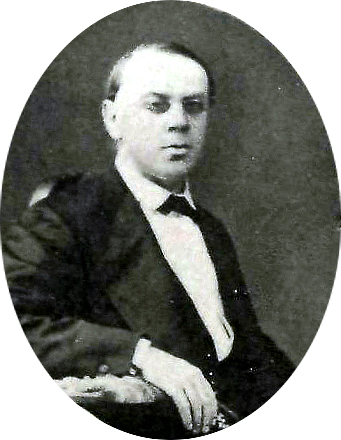
Николай Алексеевич Лавровский
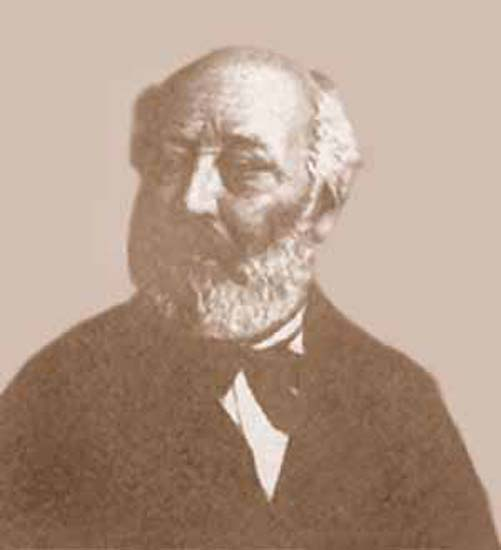
Николай Михайлович Благовещенский
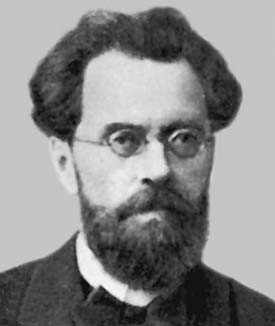
Николай Яковлевич Сонин
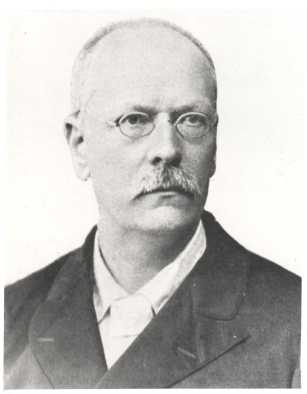
Антон Семёнович Будилович
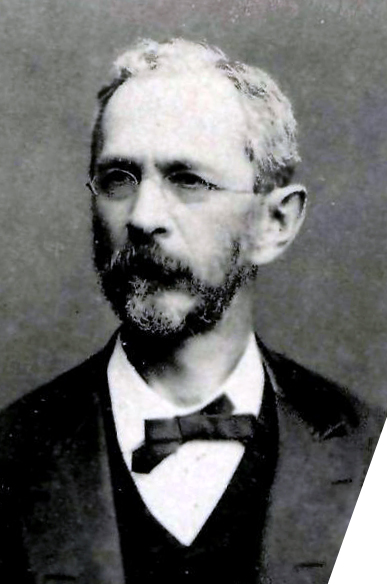
Иван Петрович Щелков
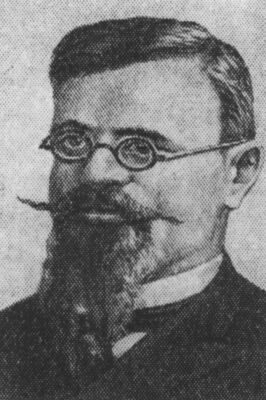
Павел Иванович Ковалевский
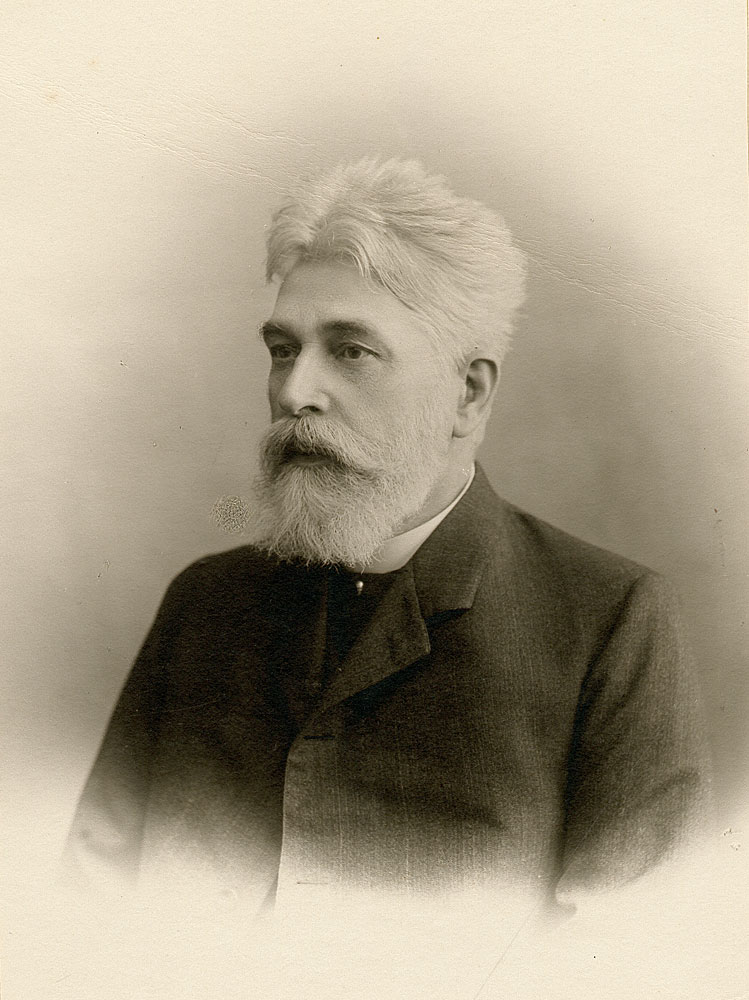
Григорий Эдуардович Зенгер
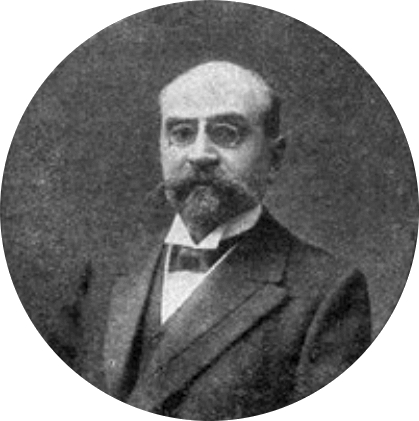
Григорий Константинович Ульянов
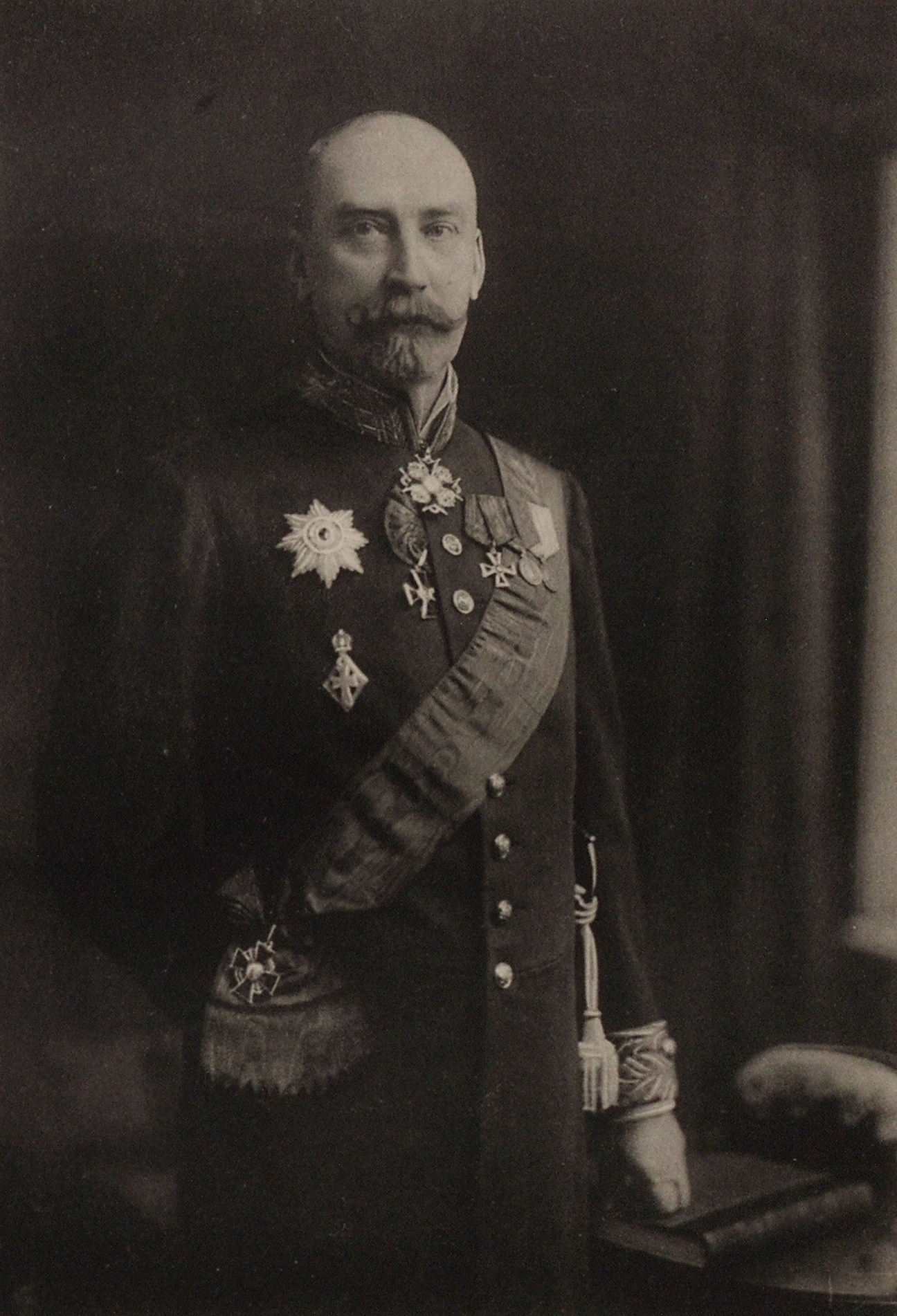
Пётр Алексеевич Зилов
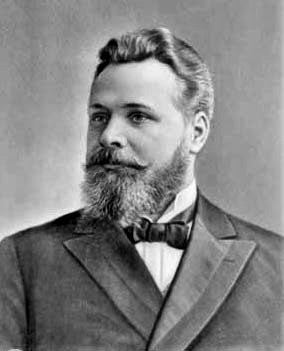
Евфимий Фёдорович Карский
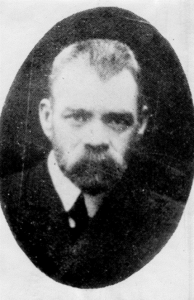
Сергей Иванович Вехов

## Комментарии
1. ↑  В 1831 году князь Паскевич, представляя проект общего преобразования учебной части в Царстве Польском, предлагал реорганизовать Университет и образовать две высшие школы: медицины и права; но император Николай I предписал временно закрыть все высшие школы в крае. Затем Царство Польское одно время оставалось без особого учреждения для высшего образования, которое стремились обеспечить путём расширения программ средних учебных заведений. В 1833 г. во всех главнейших городах Царства было основано по 8-классной гимназии, а в Варшаве и в бывшем воеводстве Августовском были открыты по две такие гимназии. Первые 5 классов носили в них характер общеобразовательный, последние же три подразделялись на два отделения: филологическое и физико-математическое; первое имело своим назначением подготовлять молодых людей к службе гражданской и к поступлению в университеты (русские), второе подготовляло к службе военной, гражданской и к деятельности на поприще промышленности. В 1840 г. при гимназиях открыты были ещё дополнительные юридические курсы (Kursa prawne dodatkowe) для подготовления кандидатов на низшие судебные должности; в том же году основаны были в Варшаве особые юридические курсы (Kursa prawne w Warszawie) с более обширной программой, и кроме того, при Петербургском и Московском университетах открыты были по две польские кафедры: одна — гражданского права и судопроизводства, другая — уголовного и административного права. На юридических курсах в Варшаве, кроме общих юридических предметов, которые преподавались на польском языке, излагались ещё на русском языке: Свод Законов Российских, история и статистика Русского государства и русская литература; для преподавания истории римского права мог быть употреблён или русский язык, или латинский. В 1846 году курсы были закрыты, после чего усилился наплыв польских студентов в столичные университеты.